# Super Universas
Super universas est une bulle pontificale émise par le pape Paul IV le 12 mai 1559 réorganisant les évêchés dans les Pays-Bas espagnols. Auparavant, les évêques des Pays-Bas espagnols, sauf celui d'Utrecht, étaient désignés par des souverains étrangers. En fait la Bulle  "Super universas" est un élément du bréviaire romain de 1568 qui donne de nombreuses consignes pour mettre en oeuvre les constitutions du concile de Trente.